# 新宝岛 (歌曲)
《新宝岛》（日语：／ Shin Takarajima */?，發音：[ɕintakaɾadʑima] ⓘ）是日本摇滚乐队鱼韵演唱的单曲，歌曲的作词、作曲为乐队主唱山口一郎。该曲为乐队的第11首单曲唱片，由NF Records发行。乐队上一张专辑《道别的情感/莲花》发售于2014年1月，后因乐队成员草刈爱美怀孕产子，乐队活动暂停1年左右。该歌曲是自暂停活动以后发行的首张唱片。歌曲为电影《爆漫王。》的主题曲，融合了另类摇滚与舞曲的元素，与乐队之前作品风格不同。歌曲名“新宝岛”取自手冢治虫的同名漫画《新宝岛》。主唱山口在创作歌曲的过程中为确定歌曲主题，钻研漫画。其间偶然看到《新宝岛》这一漫画，便以此命名。2018年，此曲收录于精选辑《鱼图鉴》，2020年用作软银5G的电视广告歌曲。
乐评人对《新宝岛》褒贬不一，有的认为乐队在声音、节奏、旋律上采取了“新的态度”:178，也有的认为这份作品纯粹是回到了原点:126。此曲曾登上日本熱門100金曲榜榜首，在Oricon公信榜的单曲周榜最高排名记录为第9名。歌曲的数字唱片获日本唱片协会白金唱片认证，CD获得金唱片认证。
《新宝岛》的音乐短片由田中裕介导演。短片中的一些元素效仿并致敬《漂流者大爆笑》等昭和时代的歌曲节目、综艺节目。该短片曾被提名MTV日本音乐录影带大奖的最佳国产团体音乐录影带奖。

## 专辑收录
| CD1、数字下载 | CD1、数字下载         | CD1、数字下载  | CD1、数字下载 |
| 曲序          | 曲目                  | 编曲           | 时长          |
| ------------- | --------------------- | -------------- | ------------- |
| 1.            | 新宝島                | 鱼韵、冨田謙   | 5:06          |
| 2.            |                       | 鱼韵           | 4:00          |
| 3.            | (AOKI takamasa Remix) | 鱼韵、青木孝允 | 5:16          |
| 4.            | 新宝島（伴奏）        | 鱼韵、冨田謙   | 5:04          |
| 总时长：      | 总时长：              | 总时长：       | 19:24         |

| CD2      | CD2                       | CD2      | CD2      | CD2   |
| 曲序     | 曲目                      | 作曲     | 编曲     | 时长  |
| -------- | ------------------------- | -------- | -------- | ----- |
| 1.       | MOTION MUSIC OF BAKUMAN。 | 鱼韵     | 鱼韵     | 34:54 |
| 总时长： | 总时长：                  | 总时长： | 总时长： | 34:54 |

| DVD      | DVD                            | DVD     |
| 曲序     | 曲目                           | 时长    |
| -------- | ------------------------------ | ------- |
| 1.       | 新宝島（卡拉OK视频）           | 5:08    |
| 2.       | 新宝島（卡拉OK制作视频）       | 23:00   |
| 3.       |                                | 39:17   |
| 4.       | 新宝島 卡拉OK视频 （附原声版） | 5:08    |
| 总时长： | 总时长：                       | 1:12:33 |